# Clarias kapuasensis
Clarias kapuasensis és una espècie de peix de la família dels clàrids i de l'ordre dels siluriformes.

## Morfologia
Els mascles poden assolir els 26 cm de llargària total.

## Distribució geogràfica
Es troba a l'oest de Borneo (Indonèsia).